# Lihula (gemeente)
Lihula (Estisch: Lihula vald) is een voormalige gemeente in de Estlandse provincie Läänemaa. De gemeente telde 2217 inwoners (1.01.2017) en had een oppervlakte van 375,2 km². De hoofdplaats was de stad Lihula.
In oktober 2017 werd de gemeente bij de fusiegemeente Lääneranna gevoegd. De gemeente verhuisde daarbij van de provincie Läänemaa naar de provincie Pärnumaa. De stad Lihula is sindsdien hoofdstad van de fusiegemeente. 
Naast de stad Lihula (1246 inwoners op 01.01.2016) omvatte de gemeente 25 dorpen, waarvan alleen Kirbla en Tuudi meer dan 100 inwoners tellen. De hoofdplaats Lihula, die in 1993 de status van stad kreeg, vormde tot 1999 een afzonderlijke stadsgemeente.
Een gedeelte van de landgemeente Lihula lag in het Nationaal Park Matsalu. In de stad Lihula wordt sinds 2003 een jaarlijks natuurfilmfestival georganiseerd.

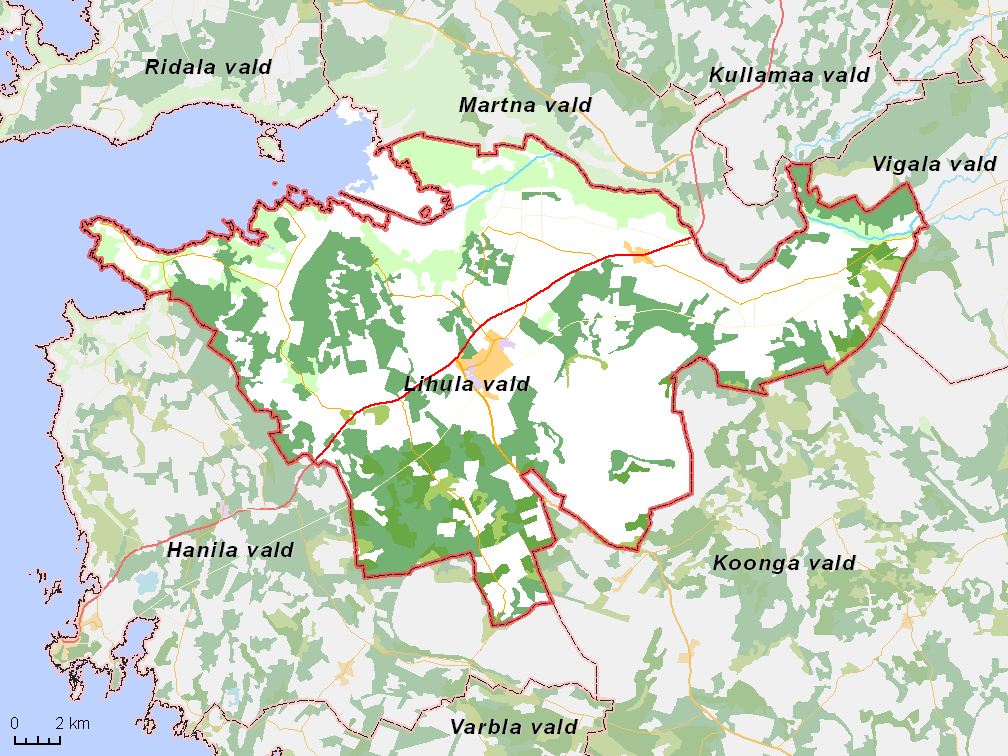
De gemeente met omliggende gemeenten, situatie begin 2017